# Vengerovói járás

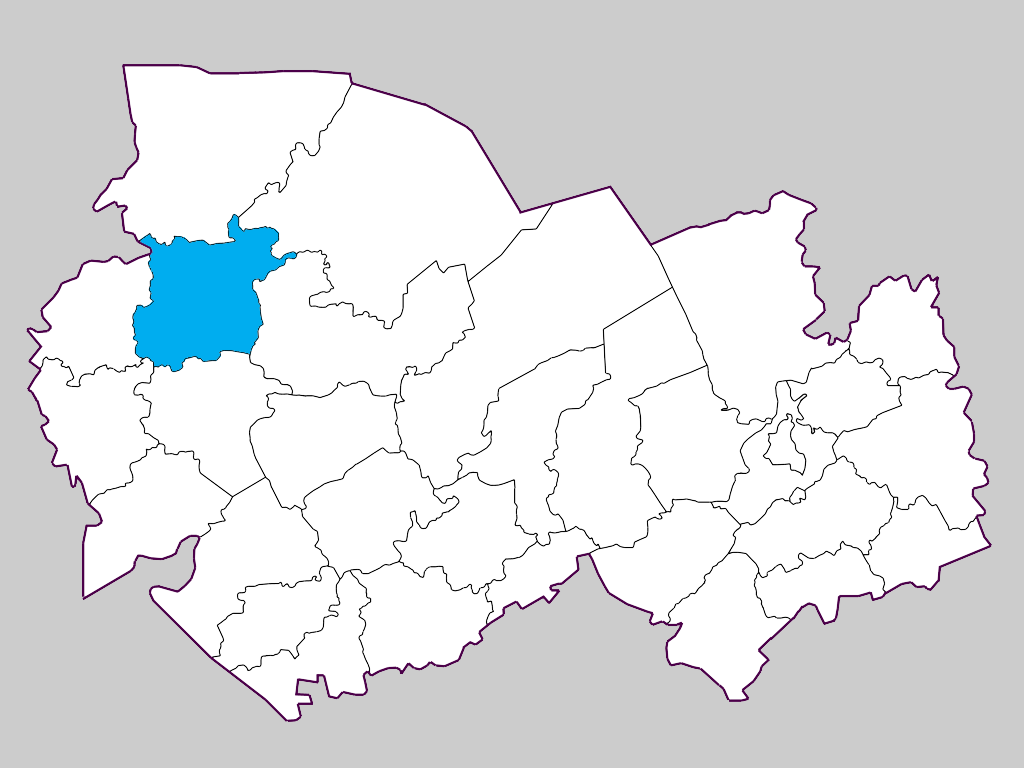
A Vengerovói járás a Novoszibirszki területen

A Vengerovói járás (oroszul Венгеровский район) Oroszország egyik járása a Novoszibirszki területen. Székhelye Vengerovo.

## Népesség
- 1989-ben 24 866 lakosa volt.
- 2002-ben 22 877 lakosa volt.
- 2010-ben 20 446 lakosa volt, melyből 18 693 orosz (92%), 724 tatár (3,6%), 337 német (1,7%),134 lett (0,7%), 103 cigány (0,5%), 68 ukrán (0,3%), 56 mari (0,3%), 43 litván, 34 fehérorosz, 28 örmény, 24 csuvas, 14 kazah, 14 lengyel, 11 üzbég stb.